# Републикански път III-189
Републикански път IIІ-189 е третокласен път, част от републиканската пътна мрежа на България, на територията на област София. Дължината му е 7 км.
Пътят започва от 6,4-ти км на Републикански път II-18 (Околовръстният път на София) при началото на автомагистрала „Люлин“. Пътят се насочва на запад и след 7 км достига до центъра на град Банкя, където се съединява с Републикански път III-802 при неговия 8-и км.
| Пътища, отклоняващи се надясно (населено място, № на пътя, посока на пътя) | Км  | Пътища, отклоняващи се наляво (посока на пътя, № на пътя, населено място)    |
| -------------------------------------------------------------------------- | --- | ---------------------------------------------------------------------------- |
| Столична община, Област София II-18, 6,4 км ← .                            | 0,0 | ← 6,4 км, II-18 Област София, Столична община → 0 км автомагистрала „Люлин“, |
| (за кв. Филиповци) ул. „Суходолски път“ ←                                  | 0,9 | → ул. „Суходолски път“ (за кв. „Суходол“)                                    |
| (за кв. Филиповци) общински път ←                                          | 1,8 | → общински път (за с. Иваняне)                                               |
| (от 48,6 км на I-8) III-802, 8 км, гр. Банкя →                             | 7,0 | → гр. Банкя, 8 км, III-802 (за гр. Перник)                                   |